# حرکت‌گذاری عربی
خط عربی از نوع ابجد است و فاقد حروف مستقل برای واکه‌های کوتاه، لذا از اعراب‌گذاری برای ابهام‌زدایی و نمایش دقیق تلفظ کلمات استفاده می‌شود.

## نشانه‌ها
- فراهیدی را بنیان‌گذار حرکت‌گذاری (دیاکریتیک) در الفبای عربی می‌دانند.
- «ٔ» که بر روی حروفی مانند «ا»، «و»، «ی» و نیز در زیر «ا» می‌نشیند و نشان‌دهندهٔ بستِ چاکنایی است.
- «فَتْحَه»، «کَسْرَه»، «ضَمَّه» (ــَـ، ــِـ، ــُـ) (به فارسی: زِبَر، زیر، پیش)
- تنوین (ــً، ــٍ، ــٌ) (به فارسی: دو زِبَر، دو زیر، دو پیش)
- تشدید (ــّـ)
- «ــٰـ» نشان‌دهندهٔ آوای الف کشیده (الف خنجری)
- آ، مَدّک (نشان‌دهندهٔ کشیدگی)
- سکون (ــْـ)
- (ٱ) همزهٔ وصل (الفی که در عربی نوشته می‌شود ولی خوانده نمی‌شود)

## نقطه‌ها

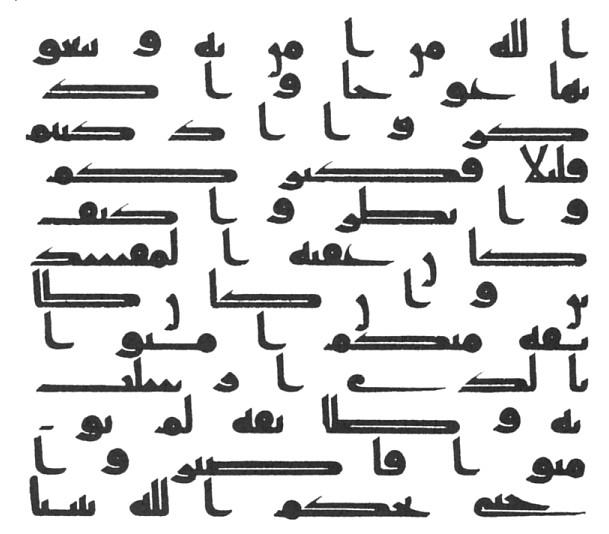
نوشته به خط کوفی بدون هرگونه حرکت یا نقطه.

إِعْجَام یا نقطه‌ها علامت‌هایی هستند که حروف بی‌صدای گوناگون که شکل مشابهی (رسم) دارند، همچون ⟨ـبـ⟩ /b/ ب، ⟨ـتـ⟩ /t/ ت، ⟨ـثـ⟩ /s/ ث، ⟨ـنـ⟩ /n/ ن، و ⟨ـیـ⟩ /j/ ی را از هم متمایز می‌کنند. معمولاً نقطه‌ها بخشی از حرف تلقی می‌شوند نه نوعی حرکت‌گذاری.
نسخه‌های اولیه قرآن چه برای حروف صدادار و چه به منظور تمیز دادن انواع مختلف رسم از حرکت و نقطه استفاده نمی‌کردند. ابتدا نقطه‌گذاری حروف صدادار با قرار دادن یک نقطه قرمز بالا، زیر یا در کنار رسم شروع شد، و بعدها حرکت‌گذاری حروف بی‌صدا، با قراردادن خطوط تیره تک یا متعدد کوتاه سیاه بالا یا زیر رسم. این اعجام‌ها تقریباً همان زمانی که حرکت‌ها تبدیل به حروف یا خطوط کوچک سیاه شدند، تبدیل به نقطه‌های سیاه شدند.